# محمود شالویی

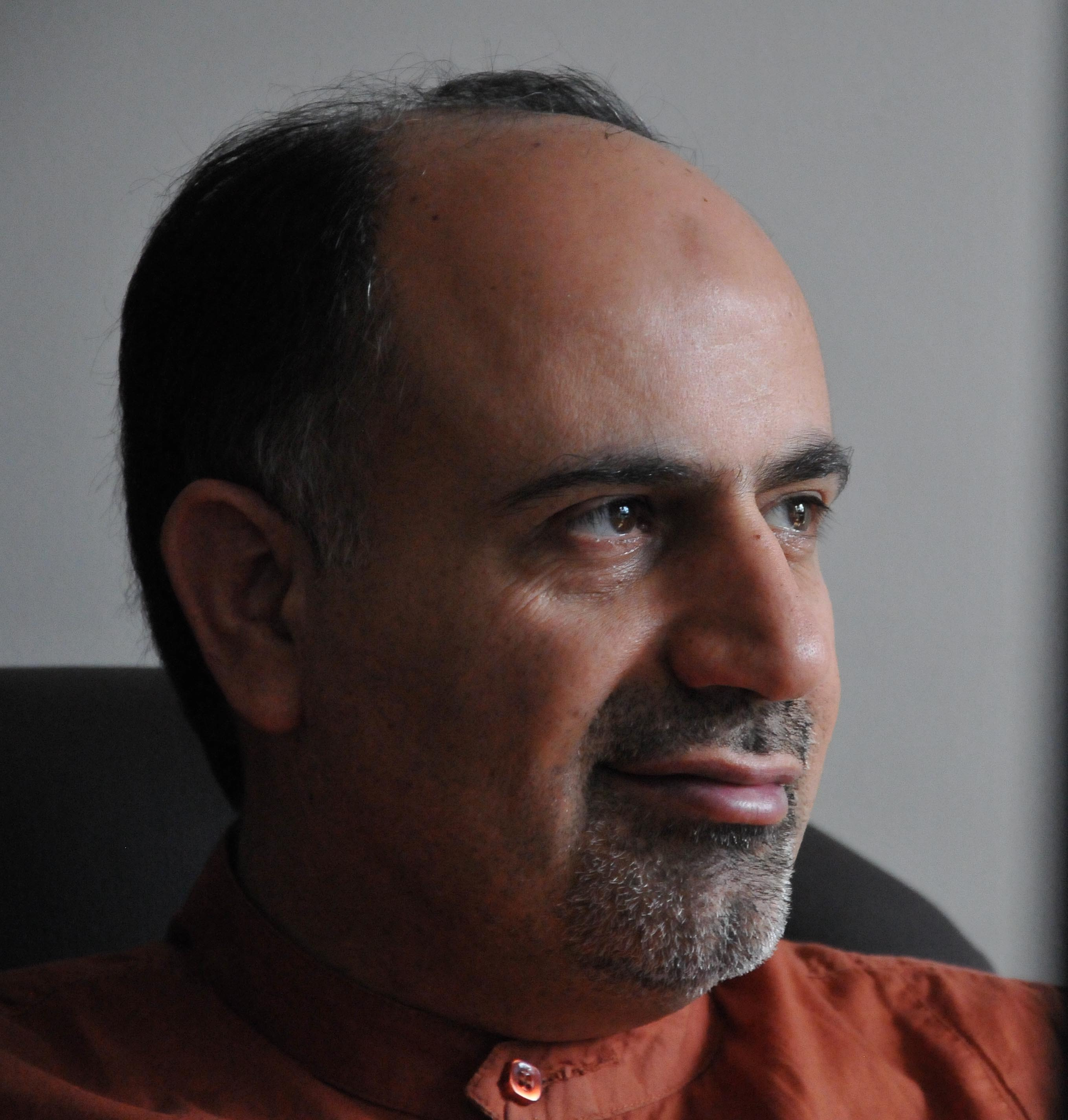
محمود شالویی

## زندگی‌نامه
محمود شالوئی (زاده ۱۳۴۵ در شهر ایذه - خوزستان)، دانش‌آموخته علوم حوزوی و دارای تحصیلات عالی دانشگاهی در رشته ادیان و عرفان تطبیقی و همچنین دکتری عرفان اسلامی است.
شالویی از دوره نوجوانی به حوزه شعر و ادب فارسی ذوق وافر داشت و از همین روی اشعار بسیاری از مثنوی معنوی را به حافظه خویش سپرد و در این باره به بررسی و پژوهش پرداخت.

## تالیفات
محمود شالویی کتابی تحت عنوان مولانا و وحدت ادیان  (انتشارات پژوهشگاه فرهنگ هنر و ارتباطات) به رشته تحریر درآورد. از دیگر آثار شالویی، کتاب "من مسلمانم" شرح برگزیده‌ای از اشعار سهراب سپهری به دو زبان فارسی و انگلیسی (نشر انجمن مفاخر ملی ایران) و نیز: ترجمه، توضیح و مقدمه دیوان حافظ همراه با ۳۰ اثر استاد فرشچیان به زبان صربی و ترجمه و شرح گزیده مثنوی به زبان مقدونیه ای و نیز اثر دیگری با عنوان ره آوردی از یک سفر درباره خاطراتی از اقدامات فرهنگی در یوگوسلاوی سابق می‌باشد .
 همچنین شماری از منشورات موزه هنرهای معاصر تهران نظیر: تجدید چاپ کتاب شاهکارهای نگارگری، کتاب جلوه‌هایی از آثار هنرمندان بزرگ جهان، کتاب دوسالانه یازدهم عکاسی و … تحت نظارت و با مقدمه‌ای از وی منتشر شدند.
انتشارات گویا در کتاب ابدیت در چرخش‌های خیرکننده پیرامون آثار و احوال استاد محمود فرشچیان ، مقاله‌ای از شالویی درباره استاد فرشچیان را با عنوان قرص خورشید در تیر ماه ۱۳۹۴ منتشر کرده است .

## مسئولیت‌ها

### مدیریت کل مرکز گسترش آموزش‌های هنری وزارت فرهنگ و ارشاد اسلامی
این مرکز که بعدها با عنوان دفتر آموزش و توسعه فعالیت‌های هنری نام گذاری شد در دوره مسئولیت شالویی از سال ۱۳۸۵ تا ۱۳۸۶ شاهد اقدامات گسترده‌ای گردید. رشد آموزشگاه‌های آزاد هنری در رشته‌های: نمایشی ، تجسمی و موسیقی و همچنین برگزاری جشنواره‌های مهمی همچون جشنواره موسیقی هنرستان‌های هنرهای زیبای کشور در فرهنگسرای نیاوران ، جشنواره سراسری آموزشگاه‌های آزاد هنری در رشته‌های مختلف و نیز برپایی رویداد بین المللی هنر مقاومت در شهر یزد با حضور هنرجویان هنرستان‌های هنری کشور و نیز همراهی هنرمندان بزرگی نظیر مرحوم محمدعلی کشاورز، داوود رشیدیان ، ایرج راد و چهره‌های شناخته شده‌ای بمانند سید جواد هاشمی و سینا سرلک که با اجرای برنامه‌های هنری بر رونق جشنواره افزوده بودند .

### مدیریت مرکز برنامه ریزی و آموزش نیروی انسانی وزارت فرهنگ و ارشاد اسلامی
شالویی از سال ۱۳۸۵ تا اوایل سال ۱۳۸۷  به‌طور همزمان سرپرستی این مجموعه را که بیش از ۷۰ مرکز علمی و کاربردی فرهنگ و هنر و آموزش‌های مهارتی را برای موسسات فرهنگی زیر نظر داشت برعهده گرفت.

### مدیریتموزه هنرهای معاصر تهران
محمود شالویی در فاصله سال‌های ۱۳۸۷ تا ۱۳۹۱ (بمدت چهار سال) مدیریت موزه هنرهای معاصر تهران را بر عهده داشت. او طی این سال‌ها نمایشگاه‌ها و برنامه‌های مختلفی را ساماندهی نمود تا آنجا که از وی به عنوان چهره تجسمی کشور در سال ۹۰ نیز نام برده شد. نمایشگاه مجموعه‌ای از آثار ایران درودی از زنان پیشکسوت نقاشی معاصر، برگزاری نمایشگاه مروری بر آثار استادان نقاشی دانشکده‌های هنری تهران با دبیری مهدی حسینی، برگزاری نمایشگاه حروف نگاری اسماالحسنی (تایپوگرافی) با دبیری علی وزیریان، نمایشگاه فراسوی مرزهای وجود از مجموعه آثار ارنست بارلاخ و کته کلویتس دو هنرمند شهیر اکسپرسیونیسم آلمانی  (دکتر هربرت هونزویتس سفیر وقت جمهوری فدرال آلمان در تهران در مقدمه‌ای که بر کتاب این نمایشگاه نوشت، گفت: ؛ من بدون اغراق می‌توانم بگویم که این نمایشگاه مهم‌ترین رویداد در عرصه تبادلات فرهنگی ایران و آلمان در سال‌های اخیر را ارائه می‌دهد) - (ص ۲۰۱و ۸ از کتاب ارنست بارلاخ و کته کلویتس)، برگزاری نمایشگاهی از مجموعه آثار سهراب سپهری با دبیری یعقوب امدادیان، برگزاری نمایشگاه استادان بزرگ نستعلیق به دبیری حمید عجمی و با همکاری حوزه هنری ، برگزاری نمایشگاه آثاری از مجموعه نقاشی قهوه‌خانه ای (خیالی نگاری) با دبیری امیر عبدالحسینی، برگزاری نمایشگاه نقش فرش ایران و تجلیل از استاد محسن محسنی با دبیری محمد علی رجبی و همکاری فرهنگستان هنر و نیز برپایی دومین حراج بزرگ آثار هنری (اکسپو) با دبیری امیر عبدالحسینی در تالار وحدت تهران، برگزاری ششمین دوسالانه مجسمه‌سازی در فرهنگسرای نیاوران به دبیری بهداد لاهوتی ، از زمره رویدادهایی هستند که ظرف دوره مدیریت شالویی بوقوع پیوست.
محمود شالویی هم‌زمان با مدیریت موزه هنرهای معاصر تهران، مدیرکلی هنرهای تجسمی وزارت فرهنگ و ارشاد اسلامی را نیز عهده‌دار بود. وی در همین دوره سعی کرد تا موضوع تمرکز زدایی در حوزه هنر را تحقق بخشد و به همین مناسبت شماری از رویدادهای تجسمی را به نقاط مختلف کشور هدایت نمود که  ازجمله آن‌ها می‌توان به برگزاری دوسالانه یازدهم عکس در یزد  به دبیری اسماعیل عباسی، برگزاری نهمین دو سالانه کاریکاتور با شرکت بیش از ۸۰ کشور خارجی در اهواز  به دبیری سید مسعود شجاعی طباطبایی، دوسالانه سفال و سرامیک به دبیری منیژه آرمین در سمنان و شاهرود  ، هشتمین دوسالانه نقاشی به دبیری احمد وکیلی در مشهد و نیشابور ، دوسالانه اول و دوم خوشنویسی در قزوین و همچنین هشتمین دوسالانه نگارگری در اصفهان  اشاره کرد.
در دوره مدیریت شالویی بر هنرهای تجسمی کشور، جشنواره جوانان جنبه بین‌المللی یافت  و دبیرخانه آن به صورت ثابت در شهر گرگان برای مدت ۵ سال دایر گردید. از اقدامات تأسیسی شالویی در هنرهای تجسمی می‌توان به راه اندازی جشنواره هنرهای تجسمی کودک و نوجوان اشاره کرد  که نخستین دوره آن در اصفهان و با حضور هنرمندانی از کشورهای خارجی برگزار گردید.
شالویی همچنین پایه‌گذار جشنواره بین‌المللی هنرهای تجسمی فجر است  و دو سالانه خوشنویسی هم با همت و مسئولیت وی برنامه‌ریزی و اجرایی شد.
در زمان مدیریت ایشان، آثار خارجی گنجینه موزه هنرهای معاصر تهران در چندین نوبت و برای مدت طولانی به نمایش عمومی گذاشته شد.
در دوره مسئولیت شالویی به عنوان مدیرکل هنرهای تجسمی وزارت ارشاد، گالری‌های هنری ایران به‌طور ثابت در ونیز ایتالیا و رتردام هلند نیز دایر شد.
محمود شالویی طی بینال‌های ۵۳ و ۵۴ ونیز، مدیریت پاویون هنری ایران در ایتالیا را بر عهده داشت.
محمود شالویی موضوع امانت سپاری آثار هنری را هم شتاب بخشید و طی دوران مسئولیت خود ضمن بررسی درخواستهای پیشنهادی از موزه‌های معتبر جهانی، نسبت به امانت سپاری شماری از آثار شناخته شده هنری همچون: تابلوی معروف پیکاسو (نقاش و مدلش به کنستهاوس زوریخ سوئیس - اثری از جکسون پولاک به موزه ملی توکیو و اثری هم به موزه بویمانس رتردام هلند) مبادرت ورزید.
در زمان مسئولیت شالویی، پیگیری موضوع تخصیص درصدری از محل اعتبارات عمرانی دستگاه‌های دولتی برای خریدٍ تولیدات هنری وارد مرحله جدیدی شد و سرانجام هم به عنوان یک مصوبه رسمی به وزارتخانه‌ها و نهادهای وابسته به دولت ابلاغ گردید.

### مدیریت کل فرهنگ و ارشاد اسلامی استاناصفهان
محمود شالویی در اردیبهشت ماه سال یکهزار و سیصد و نود و یک و در حالی که هنوز مدیریت هنرهای تجسمی کشور و سرپرستی موزه هنرهای معاصر تهران را بر عهده داشت، با حکم غیرمنتظره وزیر فرهنگ و ارشاد اسلامی، به عنوان مدیرکل استان راهی اصفهان؛ پایتخت فرهنگی؛ ایران شد.
وی در اصفهان، برغم آنکه اقامتی طولانی نداشت اما این امکان را یافت تا خدماتی شاخص را در عرصه فرهنگی آن دیار به منصه ظهور برساند و رویدادهای جدیدی را تجربه نماید. برگزاری همایش نام آواران حوزه علمیه اصفهان    که گرامیداشت دانشمندانی چون بوعلی سینا، شیخ بهایی، میرفندرسکی، میرداماد و مجلسی‌های اول و دوم تا میرزا جهانگیرخان قشقایی و عالمان و اندیشمندان دیگری را رقم می‌زد، برپایی یادمان چهره ماندگار نی نوازی سید حسن کسایی ، برگزاری اردیبهشت تئاتر اصفهان ، گشایش دفتر استانی یونیما  در محل مجتمع فرهنگی و هنری استاد فرشچیان، شکل‌گیری نمایشگاه‌های متفاوتی از آثار حروف نگاری اسماء الحسنی ، نگارگری و خوشنویسی، برگزاری جشنواره بین‌المللی فیلم کودک و نوجوان و توسعه روابط فرهنگی دو جانبه میان اصفهان و فرایبورگ آلمان که در چارچوب موافقتنامه خواهر خواندگی این دو شهر صورت می‌گرفت را می‌توان از زمره فعالیتهای وی در استان اصفهان به حساب آورد.

### رایزن فرهنگی ایران دربلگراد،پودگوریتساواسکوپیه(یوگسلاوی سابق)
شالویی از اردیبهشت سال ۱۳۹۲ تا خرداد ماه ۱۳۹۵ بعنوان رایزن فرهنگی ایران در کشورهای یوگسلاوی سابق (صربستان، مقدونیه و مونته‌نگرو) هم آغازگر تحولاتی تازه بود. افزایش غیرقابل پیش‌بینی جمعیت فارسی آموز صرب از ۴۳ نفر به بیش از ۱۰۰۰ نفر!!! و در پی آن گسترش کلاسهای فارسی آموزی در بلگراد  و سایر شهرهای عمده صربستان از جمله: اسمدروو، اوژیتسه، نوی ساد و سومبور، برگزاری دوره‌های آموزشی زبان فارسی و ایران‌شناسی در دانشکده فلسفه دانشگاه نوی ساد، دانشگاه تربیت معلم اوژیتسه، دانشگاه جان نزبیت (مگاترند)، دانشکده عالی توریسم و رسمی شدن آموزش زبان فارسی در مدارس صربستان   بعنوان زبان سوم دانش آموزان که با تصویب وزارت آموزش آن کشور صورت پذیرفت را بایستی از تلاشهای وی و بعنوان نقطه عطفی در روابط فرهنگی ایران و منطقه بالکان قلمداد کرد که البته هنوز هم، این اقدام بی‌سابقه (آموزش رسمی و گسترده زبان فارسی)، چندان مورد توجه یا تحلیل قرار نگرفته است!!!
شرکت فعال ایران طی سه دوره متوالی در نمایشگاه بین‌المللی گردشگری بلگراد    که بعد وقفه ای ۵۰ ساله از زمان تنظیم تفاهمنامه روابط فرهنگی دو کشور شکل می‌گرفت، انعقاد موافقتنامه‌های متعدد فرهنگی، هنری، آموزشی و آغاز همکاریهای طرفینی با مراکز مختلف در صربستان شامل: موزه هنرهای معاصر و همچنین موزه مردم‌شناسی بلگراد، موزه ملی سینمایی یوگسلاوی، کتابخانه ملی، مرکز تئاتر ملی، اداره تئاتر درام یوگسلاوی، دانشکده هنرهای کاربردی، دانشکده عالی گردشگری، دانشگاه تربیت معلم اوژیتسه، دانشکده الهیات ارتدکس و در ادامه هم ایجاد همکاری در زمینه‌های علمی و آموزشی با دانشگاه بلگراد، دانشگاه کراگوی واتس بعنوان قدیمی‌ترین دانشگاه یوگسلاوی (تأسیس ۱۸۳۸ میلادی)، دانشکده فلسفه دانشگاه بین‌المللی نوی ساد، شهرداری اوبرنوواتس، مرکز فرهنگی و خانه جوانان نویساد، شهرداری ایالت نیش، شهرداری منطقه اذلاتیبور، شهرداری زرنیانین و…، راه اندازی اتاق ایران در دانشگاه بین‌المللی نوی ساد و مشابه آن در دانشگاه مگاترند (بزرگ‌ترین دانشگاه خصوصی در منطقه عمومی بالکان)، ثبت روز فرهنگ و هنر ایران در تقویم شهر سومبور صربستان با بصدا درآمدن زنگ مدارس این شهر بصورت سالیانه، سه دوره حضور چشمگیر در نمایشگاه کتاب بلگراد و نمایشگاه کتاب پودگوریتسا پایتخت کشور مونته‌نگرو، برگزاری هفته فرهنگی ایران در کشور مقدونیه (اسکوپیه) با حضور گروه‌های مختلف فرهنگی و هنری ایرانی بویژه هنرمندان اصفهانی و ورزشکاران زورخانه‌ای اعزامی از فدراسیون ورزشهای باستانی که برای اولین بار در تاریخ روابط رسمی دو کشور ایران و مقدونیه صورت می‌گرفت، برپایی هفته‌های فرهنگی در شهرهای دور و نزدیک صربستان و برگزاری شب‌های شعر و ادبیات ایرانی که بصورت هفتگی در سالن اصلی کتابخانه مرکزی شهر بلگراد دایر می‌شد، برگزاری هفته‌های نمایش فیلم ایرانی بویژه اکران همزمان فیلمهای جشنواره بین‌المللی فجر در سینماهای بلگراد و پخش فیلمهای سینمایی و مستند ایرانی بصورت هفتگی از شبکه دوم رادیو و تلویزیون دولتی صربستان " آر تی اس" ، از شمار اقدامات وی در سرزمین بالکان محسوب می‌شود.

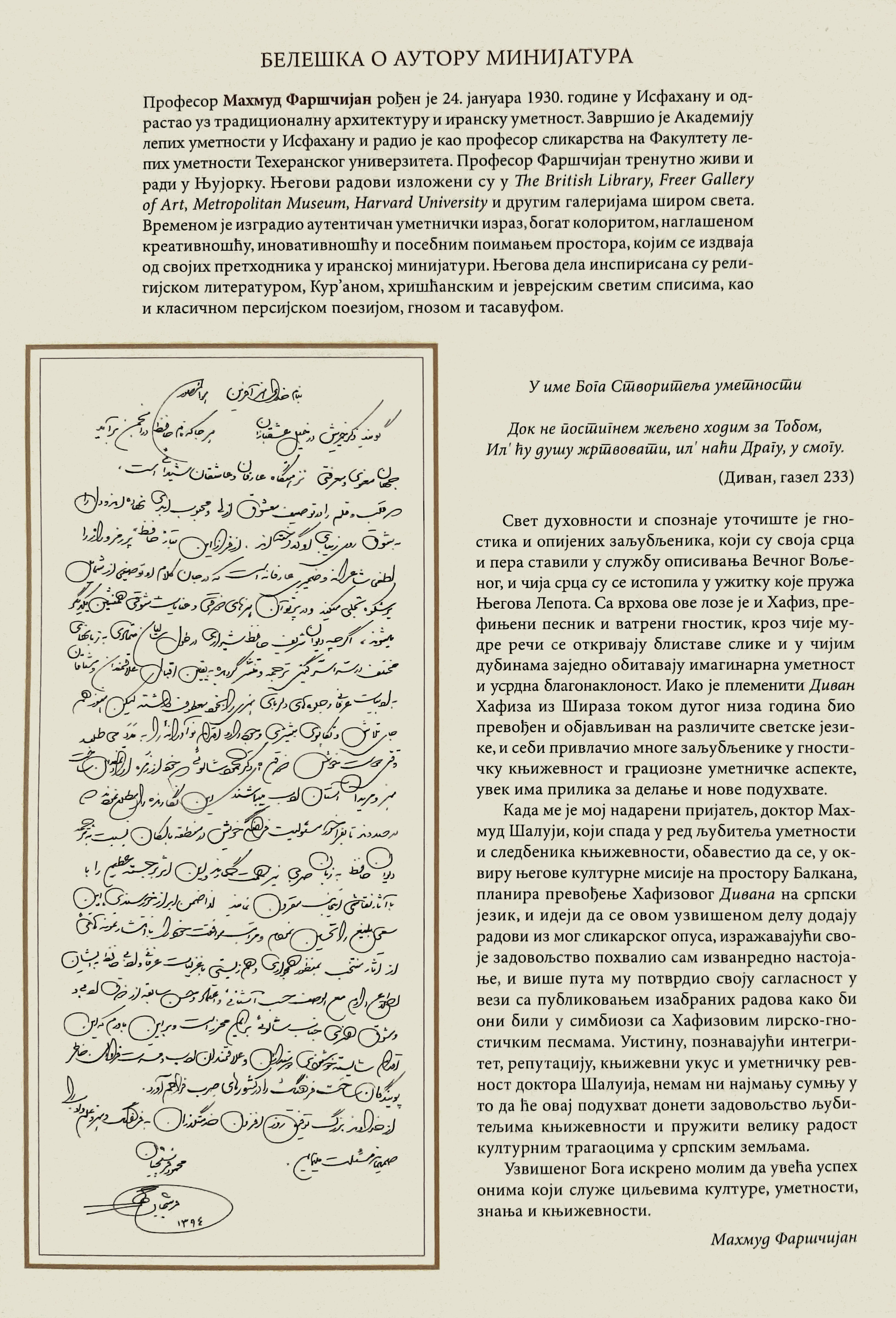
دستخط استاد محمود فرشچیان برای استفاده از آثار نقاشی وی در کتاب دیوان حافظ به زبان صربی (تصویری از مقدمه کتاب)

همچنین ترجمه، توضیح و چاپ دیوان حافظ به زبان صربی با آثار نقاشی و درج مقدمه‌ای بقلم استاد محمود فرشچیان  ، ترجمه و توضیح گزیده مثنوی معنوی به زبان مقدونیه ای ، انتشار کتابی با نام سهراب به زبان صربی در شرح ماجرای سهراب فرزند رستم بهمراه بیان احوال، اندیشه و آثار سهراب سپهری و انتشار مجله علمی فرهنگی "نور" به خط سرلیک هم از فعالیت‌های شالویی بشمار می‌رود.

### مدیریت کل فرهنگ و ارشاد اسلامی استان مازندران
محمود شالویی پس از بازگشت به وطن در دانشکده هنر و معماری دانشگاه آزاد اسلامی تهران مرکز به تدریس در کلاسهای تمثیل‌شناسی، ادبیات کهن، تعزیه و داستان‌نویسی برای دانشجویان رشته نمایشی پرداخت و پس از گذشت دو سال دوری از عرصه مدیریت فرهنگی، در اوایل تابستان سال ۱۳۹۷ با حکم وزیر فرهنگ و ارشاد اسلامی (سید عباس صالحی)، راهی ساری شد و مدیرکلی فرهنگ و ارشاد اسلامی استان مازندران را بر عهده گرفت. شالویی در مدت یکسال و چند روزی از مسئولیت خود، بیش از ۱۰۰ بار فاصله شرق تا غرب این خطه ساحلی را پیمود و به شهرهای مختلف استان از بهشهر و گلوگاه تا رامسر و تنکابن را سفرکرد و در اغلب مناسبت‌ها و رویدادهای فرهنگی و هنری شهرهای دور و نزدیک استان اعم از جشنواره‌ها، نمایشگاه‌ها، نشستهای دینی و علمی، فرهنگی، ادبی و هنری حضور یافت و با اهالی فرهنگ و هنر دیدارهای رودرو داشت.
شکل دهی انجمن‌های موسیقی، تجسمی و نمایشی، برگزاری نشست با شاعران سرشناس استان در ساری و شهرهای بابل، آمل، نوشهر، محمود آباد، بابلسر، نور، رامسر، چالوس، عباس‌آباد، توجه به زیرساخت‌های فرهنگی  ازجمله تلاش برای تکمیل مجتمع فرهنگی ساری، آماده‌سازی و مرمت مجتمع سینمایی بابل، آغاز ساخت و ساز مجتمع‌های فرهنگی و هنری در چالوس و کلاردشت و پیگیری برای تکمیل ساختمان نیمه کاره مجتمع هنری رامسر هم از کارنامه اوست.
اجرای نمایش اپرای عاشورا به کارگردانی بهروز قریب پور  برای مدت سه شب پی در پی در سالن دانشگاه صنعتی نوشیروانی بابل، برگزاری یادواره شهدای هنرمند مازندران با همکاری بسیج هنرمندان استان در بابلسر، برگزاری جشنواره نامه‌ای به امام رضا (ع) در ساری با حضور میهمانان خارجی، برگزاری نهمین دوره فیلم مستند وارش   که پس از وقفه‌ای طولانی آغاز بکار کرد و این رویداد تأثیر مهم و مثبتی را در جهت ثبت جهانی جنگلهای هیرکانی در یونسکو بدنبال داشت، برگزاری گردهمایی تحکیم خانواده در گلوگاه، برگزاری شب شعر با حضور شاعران شناخته شده ملی همچون افشین علا و سعید بیابانکی در کنار شاعران جوان در رامسر، برگزاری روز خبرنگار در نور و سایر شهرهای مازندران، برگزاری جشنواره تئاتر استان در ساری، حمایت از چاپ و انتشار مجموعه دانشنامه طبرستان و مازندران (زیر نظر جهانگیر اشرفی)، تشکیل جلسات شورای فرهنگ عمومی در مرکز استان و شهرهای تابعه، تأسیس دفتر نمایندگی اکو در مجتمع سینمایی بابل  ، انتخاب مازندران بعنوان مقام اول کتاب خوانی در کشور و پایتخت کتاب ایران هم  ازجمله اتفاقاتی است که در دوره مدیریت فرهنگی شالویی در استان مازندران بوقوع پیوست.

### مشاور وزیر فرهنگ و ارشاد اسلامی و دبیر شورای هماهنگی پاسداشت زبان فارسی
وی از سال ۱۳۹۸ تا تابستان سال ۱۴۰۰ با حکم دکتر سید عباس صالحی وزیر وقت فرهنگ و ارشاد اسلامی بعنوان مشاور وزیر در امور پاسداشت زبان فارسی منصوب شد تا برای صیانت از زبان فارسی و هماهنگی دستگاه‌های مرتبط برنامه ریزی و اقدام نماید . از زمره فعالیت‌های ایشان نام گذاری اسامی ایرانی برای خودروهای ملی و درج نوشتار فارسی بر روی بسته بندی محصولات تولید داخلی است. تشکیل دبیرخانه و برگزاری نشست‌های کاربردی همراه با تصمیمات فراگیر، سبب شد تا رئیس فرهنگستان زبان و ادب فارسی (دکتر حداد عادل) و وزیر وقت فرهنگ و ارشاد اسلامی (دکتر سید عباس صالحی) بصورت رسمی از وی تقدیر بعمل آورند. 

### دستیار وزیر فرهنگ و ارشاد اسلامی و مدیرکل حوزه وزارتی
محمود شالویی از سال ۱۴۰۰ تا سال ۱۴۰۱ دستیاری وزیر و مسئولیت حوزه وزارتی را بر عهده داشت . در این دوره بزرگداشت مفاخری چون حکیم نظامی، شیخ شهاب الدین سهروردی، آیت الله کوهستانی ، انتقال پیکر مرحوم هوشنگ ابتهاج (سایه) از آلمان و برگزاری آیین تشییع و خاکسپاری وی در ایران با مدیریت ایشان انجام پذیرفت . 

### سرپرستی معاونت امور هنری وزارت فرهنگ و ارشاد اسلامی
شالویی با حکم وزیر فرهنگ و ارشاد اسلامی (دکتر اسماعیلی) با حفظ مسئولیت حوزه وزارتی سرپرستی معاونت امور هنری را در نیمه دوم سال ۱۴۰۰ بر عهده گرفت . آموزش رایگان هنر در مناطق محروم، برگزاری جشنواره موسیقی نواحی سراسر کشور در استان کرمان، برپایی جشنواره تئاتر صاحبدلان، افتتاح تالار استاد دهلوی و همچنین راه اندازی کنسرت‌های موسیقی که  به‌دلیل شرایط بهداشتی ناشی از کرونا متوقف شده بود  ازجمله فعالیت‌های وی در دوره مسئولیت معاونت هنری بشمار می رود.

### سوابق اجرایی
- مدیرکل آموزش و توسعه فعالیت‌های هنری وزارت فرهنگ ارشاد اسلامی[۹]
- رئیس مرکز برنامه‌ریزی و آموزش نیروی انسانی وزارت فرهنگ و ارشاد اسلامی
- عضو هیئت مدیره صندوق حمایت از هنرمندان، نویسندگان و روزنامه‌نگاران
- عضو کمیسیون اساسنامه‌ها و مقررات تحصیلی شورای عالی آموزش و پرورش
- عضو شورای برنامه‌ریزی درسی و مدیر گروه فرهنگ و هنر دانشگاه جامع علمی و کاربردی
- مدیرکل هنرهای تجسمی وزارت فرهنگ و ارشاد اسلامی[۱۰]
- مدیرکل فرهنگ و ارشاد اسلامی استان اصفهان[۱۱]
- رایزن فرهنگی جمهوری اسلامی ایران در بلگراد (صربستان)[۱۲]
- مدیر کل فرهنگ و ارشاد اسلامی استان مازندران[۱۳]
- مدیر کل حوزه وزارتی وزارت فرهنگ و ارشاد اسلامی[۱۴]
- مشاور وزیر فرهنگ و ارشاد اسلامی در امور پاسداشت زبان فارسی[۱۵]
- دبیر شورای هماهنگی پاسداشت زبان فارسی[۱۶]
- دستیار وزیر فرهنگ و ارشاد اسلامی
- عضو و رئیس هیئت مدیره بنیاد فرهنگی و هنری رودکی[۱۷]

### مسئولیت کنونی
- رئیس انجمن آثار و مفاخر فرهنگی.[۱۸]
- مشاور وزیر فرهنگ و ارشاد اسلامی
- عضو حقوقی هیئت امنای بنیاد علمی و فرهنگی بوعلی سینا[۱۹]
- عضو شورای برنامه ریزی درسی و مدیر گروه فرهنگ و هنر دانشگاه جامع علمی کاربردی کشور
- عضو هیئت امنای بنیاد سید جمال الدین اسدآبادی
- مسئول راه اندازی بنیاد بین المللی حکیم نظامی
- عضو حقوقی هیآت امنای بنیاد ایران شناسی با حکم ریاست محترم جمهوری اسلامی ایران  [۲۰]